# Veshka Point
Der Veshka Point (englisch; bulgarisch нос Вешка nos Weschka) ist eine 1,4 km lange Landspitze der Welingrad-Halbinsel an der Graham-Küste des Grahamlands auf der Antarktischen Halbinsel. Am Ufer der Dimitrov Cove trennt sie 4,14 km ostsüdöstlich des Pripek Point, 1,7 km südlich von Camacúa Island und 4 km südwestlich des Biser Point die Mündung des Hoek-Gletschers im Südwesten von derjenigen des Rusalka-Gletschers im Nordosten.
Britische Wissenschaftler kartierten sie 1971. Die bulgarische Kommission für Antarktische Geographische Namen benannte sie 2015 nach dem Berg Weschka in den bulgarischen Rhodopen.